# Анортозит
Анортозит (енгл. Anorthosite, фр. Anorthosite, рус. Анортозит) је леукократна, мономинерална дубинска магматска стена из фамилије габра. Изграђена је скоро искључиво од базичног или средњокиселог плагиокласа са незнатним садржајем бојених минерала. Синоним за анортозит је анортит.